# الکساندر سوبکو
الکساندر سوبکو (روسی: Александр Иванович Собко؛ زادهٔ ۳۱ اوت ۱۹۸۲) بازیکن فوتبال اهل اوکراین است.
از باشگاه‌هایی که در آن بازی کرده‌است می‌توان به باشگاه فوتبال ترودا اورخوفو-زویفو اشاره کرد.